# セルビー鉄道事故
セルビー鉄道事故（セルビーてつどうじこ、英:Selby rail crash）又はグレート・ヘック鉄道事故 (Great Heck Rail Crash) は、2001年2月28日午前6時13分にイギリス・イングランドのノース・ヨークシャー州セルビー区グレート・ヘックで発生した鉄道事故である。グレート・ノース・イースタン鉄道の運行するニューカッスル駅発ロンドン・キングス・クロス駅行きインターシティー225が高速道路から線路内へ転落したランドローバー・ディフェンダーと衝突・脱線し、対向線路を支障したところへ対向貨物列車が進入しインターシティー225と衝突。両列車の運転士2名を含む10名が死亡、82名が負傷する大惨事となり、21世紀のイギリスにおける最悪の鉄道事故となっている。

## 事故
2001年2月28日の朝、37歳のゲイリー・ニール・ハートが運転する西行きのランドローバー・ディフェンダー（ルノー・21を積載したトレーラーを牽引中）がM62高速道路のイースト・コースト本線に架かる跨線橋の手前で車道を外れ、堤防を下りイースト・コースト本線の南行線路上に停車した。ハートは退行して線路内からの脱出を試みたが失敗し、車外に出て緊急サービスへ電話した。
一方その頃、ニューカッスル駅4時45分発のロンドン・キングス・クロス駅行きインターシティー225は先頭から制御荷物車 (No.82221)、マーク4客車9両、91形電気機関車 (No.91023) の11両編成で、乗員乗客99名を乗せてイースト・コースト本線を南進中であった。現場手前へ差し掛かった時、運転士は前方線路上に進路を支障するランドローバーを認め、警笛を吹鳴し非常ブレーキを取り扱ったが時既に遅く列車はランドローバーと衝突した。衝突時ハートは緊急サービスへの電話中で、衝突音がこの時の通話に記録されている。衝突により制御荷物車の台車が脱線したが、衝突直後の時点では南行線路上に留まっていた。しかし運悪く現場の南には側線への分岐器があり、これに脱線した台車の車輪が衝突したはずみで北行線路側へ車体がはみ出し北行線路を支障、そこへフレイトライナーが運行する66形ディーゼル機関車 (No.66521) 牽引のイミンガム発フェリーブリッジ行き北行石炭輸送貨物列車が進入しランドローバーとの衝突地点から南へ約2,106フィート (642 m) の地点でインターシティー225と衝突した 。
衝突する直前の両列車の速度はインターシティー225が88 mph (142 km/h)、貨物列車が54 mph (87 km/h) と推定され、衝突時の相対速度は142 mph (229 km/h) とされた。衝突により比較的軽量なインターシティー225の制御荷物車 (No.82221) はほぼ完全に破壊され、それに続くマーク4客車9両全てが中程度から重度の損傷を受けた。これらの客車はそのほとんどが転覆し、ECM2/7の跨線橋南側の線路東側に広がる鉄道用地で静止した。編成最後尾の91形電気機関車は転覆には至らず軽微な損傷を受けた。貨物列車の66形ディーゼル機関車は衝突直後に台車が車体から脱落し、インターシティー225の制御荷物車の破片が車体下部へ入り込み燃料タンクを破裂させた。機関車はその後左へ転覆し跨線橋北側で線路に隣接する住宅の庭に突入、それに続く貨車9両が脱線した。また、脱線した貨車2両が機関車の転覆した家のキャラバンとガレージに突入してこれらを破壊したが、幸いにも家そのものには衝突しなかった。
貨物列車との衝突により両列車の運転士、インターシティー225の乗務員2名と乗客6名の計10名が死亡した。インターシティー225はニューカッスルを早朝4時45分に発車する便であったため乗客は少なく、重傷を負った52名の乗客の内45名と運転士を除く死亡した8名は全員前方5両の客車に乗車していた。82人の生存者が病院に運ばれた。公式の事故報告書では、インターシティー225のマーク4客車の耐衝撃性を賞賛した。なお、救助対応ではイギリス国内での口蹄疫の流行により現場で消毒手順を実行する必要があった。

## 影響

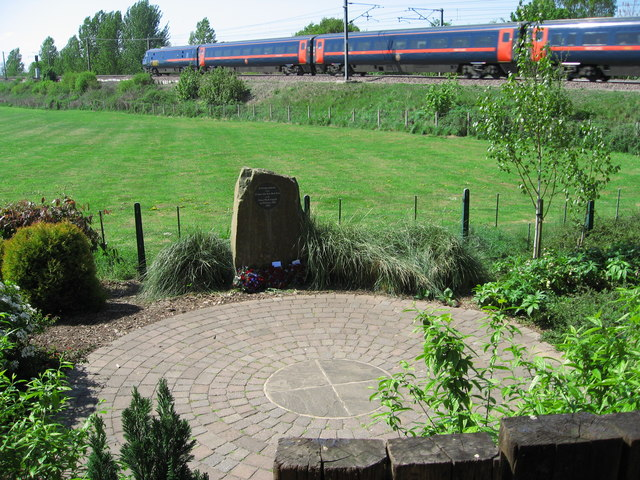
セルビー鉄道事故の記念碑

66形ディーゼル機関車のNo.66526はこの事故で死亡した貨物列車運転士を記念して"Driver Steve Dunn (George)"という名称が付けられた。車両には「2001年2月28日のグレート・ヘックでの事故で悲劇的な死を遂げた、熱心な機関士であるスティーブ・ジョージ・ダンを偲んで」(In remembrance of a dedicated engineman Driver Steve (George) Dunn was tragically killed in the accident at Great Heck on 28th February 2001) と書かれたプラークが飾られている。事故時9歳であったダンの息子ジェームズは、後に列車の運転士となった。
死亡したインターシティー225の運転士ジョン・ウェドルの故郷のニューカッスルには、彼にちなんで名づけられた新しい運転士訓練学校が作られた。彼の家族が出席した式典で、16歳の娘ステファニーは学校に捧げるプラークを発表した。
偶然にも、インターシティー225の最後尾の91形電気機関車 (No.91023) は4ヶ月前に発生したハットフィールド脱線事故の事故当該車両であった。機関車はハットフィールド脱線事故とセルビー鉄道事故のどちらも軽微な損傷で済んでおり、後に91形電気機関車の技術的なアップグレードによる車番に100を足す改番（例:No.91001から91101）において例外的に車番をNo.91132へと変えている。この車歴の結果"ラッキー" (Lucky) の愛称で呼ばれたNo.91132は、ノッティンガムのスミス・メタル・スクラップヤードで廃車解体された2021年まで運用を続けた。
列車の停止した地点である北緯53度40分53秒 西経1度05分55秒 / 北緯53.6815度 西経1.0986度に事故の記念碑が建てられている。

## 裁判
事故を無傷で逃れたハートは、後にリーズの刑事法院で危険運転致死の罪で裁判にかけられた。ハートは自身の車が機械的な故障に見舞われたか、又は道路上の物体と衝突したために線路内へ進入したと主張して容疑を否認した。更に、彼はランドローバーとインターシティー225の衝突は目撃したが、後で警察から連絡されるまで貨物列車とインターシティー225の衝突には気付いていなかったと主張した。
ランドローバーに機械的な欠陥がないことを証明するための車両の再構築を含む調査では、ハートは睡眠不足の状態で運転しており、車両が堤防を下るときにブレーキをかけていなかったことが判明した。後にハートは前夜にインターネットの結婚相談所を通じて出会った女性と電話で話しており、睡眠不足のまま運転したことが発覚した。
2001年12月13日にハートに有罪判決が下り、5年の懲役と5年間の自動車運転禁止を宣告された。彼は刑期の半分を終えた後、2004年7月に刑務所から釈放された。
2003年10月までに、ハートの保険会社は2,200万ポンド以上を支払った。保険会社は、高速道路の安全柵の長さが不十分であるという理由で事故とのある程度の因果関係を主張し、グレート・ノース・イースタン鉄道と犠牲者に支払われた損害賠償金への補償を求めて寄与過失として運輸省をハートの名前で代位し訴えた。高等法院は安全柵の長さは妥当であり、運輸省側に過失はなかったとして訴えを退けた。

### ソース
- Piggott, Nick; Mardsen, Colin; Milner, Chris; Longman, Jon (April 2001). “13[sic] Killed in ECML disaster at Heck”. The Railway Magazine (London, UK: IPC magazines) 147 (1,200). ISSN 0033-8923.
- The track obstruction by a road vehicle and subsequent train collisions at Great Heck 28 February 2001 (Report). Health and Safety Executive. February 2002. ISBN 0-7176-2163-4。